# Thyatira bodemeyeri
Thyatira bodemeyeri is een vlinder uit de familie van de eenstaartjes (Drepanidae). De wetenschappelijke naam van de soort is voor het eerst geldig gepubliceerd in 1934 door Bang-Haas.